# Habenaria medioflexa
Habenaria medioflexa là một loài thực vật có hoa trong họ Lan. Loài này được Turrill mô tả khoa học đầu tiên năm 1923.